# Malvina Tavares
Malvina Tavares   (Encruzilhada do Sul, 1866 - Cruzeiro do Sul, Rio Grande do Sul, 1939) nom abreviat de Júlia Malvina Hailliot Tavares fou una de les més actives militants anarquistes brasileres, poeta i pionera de l'educació llibertària a la Regió Sud del Brasil. Creà una escola laica, denominada l'"Escola moderna de Francesc Ferrer i Guàrdia", al Municipi de São Gabriel do Lajeado, on s'educarien notables llibertaris de les generacions que succeïren a la seua.

## Biografia
Julia Malvina Hailliot era filla de François de Lalemode Hailliot i d'Henriette Souleaux Hailliot, immigrants francesos que arribaren al Brasil a mitjan s. XIX. Hi ha pocs registres sobre els seus passos, ja que la seua infantesa i adolescència es troben esbossades en el seu diari que mostra moltes llacunes sobre el seu passat. Malvina fa referència al fet que la seua mare havia nascut en un castell, a Bordeus, donant a entendre un possible origen aristocràtic de la seua família materna. Però no hi ha cap confirmació d'aquesta informació i roman fosca la vida de la família Hailliot al Brasil.
A la fi de la dècada de 1880, Malvina és enviada a la capital per la seua família per estudiar magisteri a l'Escola Normal de Porto Alegre. En aquesta escola, estudià una altra futura pedagoga llibertària: Ana Aurora do Amaral Lisboa; malgrat les seues coincidències ideològiques, mai arribaren a conéixer-se.
El 1890, es casa amb el comerciant portugués José Joaquim Tavares, i manté una participació activa en la política de la seua època. Amb l'arribada de Júlio de Castilhos al poder, defensors del federalisme com Malvina Tavares i d'Ana Aurora do Amaral Lisboa no n'eixirien indemnes. El 1898, ja professora, acompanyada del seu marit, Malvina és transferida de la ciutat de Porto Alegre a Encruzilhada. Dos anys després, al 1900, es muden a São Gabriel da Estrela, antic nom de l'actual municipi de Cruzeiro do Sul, i hi treballa de mestra fins al final de la seua vida.
Malgrat les adversitats, Malvina persisteix en el càrrec de professora de l'àrea rural d'aquella localitat. Sense un local que servís d'Escola, inicialment Malvina els educà a la seua pròpia casa. La seua influència a la zona superà l'espai de l'educació infantil, i arribà a tota la comunitat. Com a docent, abolí els càstigs corporals, molt comuns en aquesta època, i innovà en els mètodes d'educació, abolint l'ensenyament religiós i adoptant didàctiques revolucionàries proposades per l'educador anarquista català Francesc Ferrer i Guàrdia.

## Llegat
El llegat de Malvina Tavares dins del moviment obrer brasiler d'inicis del segle xx fou notable. Alguns alumnes seus serien militants anarquistes i professors, en gran manera inspirats en els ideals d'educació llibertària, com la seua professora. Aquesta generació de militants nodriria un sentiment de gran admiració per Malvina: Armando Martins, Artur Fabiâo Carneiro, Cecílio Villar, Dulcina Martins, Espertirina Martins... foren alumnes de Malvina Tavares, i d'adults es tornarien grans articuladors anarquistes i sindicalistes.
En la seua família també persistirien les idees revolucionàries per generacions, sense oblidar el llegat d'aquesta pionera. El periodista Flávio Tavares, un dels seus nets, s'involucraria en la lluita armada contra el règim militar al Brasil: fou capturat i intensament torturat i, més tard, el 7 de setembre de 1969, juntament amb 15 presos polítics, foren canviats per l'ambaixador estatunidenc Charles Burke Elbrick, segrestat per grups de resistència.

## Honors
Flávio Tavares dedicà, al 2004 in memoriam a la seua àvia el llibre O dia em que Getúlio matou Allende e outras novelas.
Carrers epònims
- Ciutat de Porto Alegre.
- Barri Chácara Paraíso (Santa Luzia), Ribeirâo Pires, São Paulo.